# Fekete Pál (operaénekes)
Fekete Pál, eredeti nevén: Vörös Pál (Budapest, 1900. november 4. – Budapest, Terézváros, 1959. január 3.) magyar operaénekes (tenor), színész. A magyar operajátszás történetének egyik legkiválóbb karakter- és buffótenorja. A második világháború előtt nagy népszerűségre tett szert „slágerénekesként” és filmszínészként is.

## Élete
Az Országos Színészegyesület Színészképző Iskolájában tanult, amit 1916-ban fejezett be. Az alig tizenhét éves fiút a Belvárosi Színház szerződtette. Fellépett az Apolló Kabaréban, az Andrássy úti Színházban és a Fővárosi Operettszínházban, közben százszámra készítette a lemezeket slágerekből és operettrészletekből. 1928-ban szerepelt először filmben. A színészi működés mellett végezte el a Zeneakadémia ének szakát, majd 1929–30-ban Berlinben képezte tovább magát. Visszatérésekor a Magyar Királyi Operaház szerződtette kórustagnak. 1931-ben kapott először egy kis szólószerepet, a Strázsamesterét a János vitézben. Filmes karrierje is folytatódott.
1939-ben a második zsidótörvény miatt eltávolították az Operából és a szórakoztatóiparba kényszerült. 1941-ben a Kamara Varietében, 1943–44-ben a Komédia Orfeumban lépett fel. A felszabadulás után magánénekesként térhetett vissza a Magyar Állami Operaházba. Pályája csúcspontját az Otto Klemperer budapesti évei alatt felújított Hoffmann meséi négyes tenorszerepe jelentette (ez a darab is a zsidótörvények miatt hiányzott a repertoárról). Korai haláláig a társulat vezető comprimario énekesévé tette kiváló színészi képessége. Örökébe Kishegyi Árpád lépett.
Sírja a Farkasréti temetőben található [8/A-1-176].

## Szerepei
- Berté Henrik: Három a kislány – Novotny
- Georges Bizet: Carmen – Remendado
- Alekszandr Borogyin: Igor herceg – Jeroska
- Buday Dénes–Emőd Tamás: Ó-breton legenda – Fogadós
- Emőd Tamás (összeáll.): Egy kis chanson – [énekes]
- Farkas Ferenc: Csínom Palkó – Piperetz báró
- Kacsóh Pongrác: János vitéz – A francia király; Strázsamester
- Kenessey Jenő: Csizmás Jankó – Tündérkirály
- Kenessey Jenő: Az arany meg az asszony – 1. színész
- Lehár Ferenc: A víg özvegy – Camille de Rossilon
- Lehár Ferenc: A mosoly országa – Hatfaludy Ferenc
- Wolfgang Amadeus Mozart: A varázsfuvola – Monostatos
- Modeszt Petrovics Muszorgszkij: Borisz Godunov – A falu bolondja
- Modeszt Petrovics Muszorgszkij: Hovanscsina – Írnok
- Modeszt Petrovics Muszorgszkij: A szorocsinci vásár – Afanaszij Ivanovics
- Otto Nicolai: A windsori víg nők – Ványadt
- Jacques Offenbach: Hoffmann meséi – András; Cochenille; Franz; Pitichinaccio
- Petrovics Emil–Emőd Tamás: A nő meg az ördög – Calandrino
- Bedřich Smetana: Az eladott menyasszony – Cirkuszigazgató
- ifj. Johann Strauss: A denevér – Frosch
- ifj. Johann Strauss: A cigánybáró – Zsupán
- Richard Strauss: A rózsalovag – Faninal
- Giuseppe Verdi: Falstaff – Bardolf
- Richard Wagner: A Rajna kincse – Mime
- Richard Wagner: A nürnbergi mesterdalnokok – Balthasar Zorn

## Magyar Rádió
- Kemény Egon–Gál György Sándor–Erdődy János: Komáromi farsang (1957), daljáték 2 részben

## Filmjei
- Aggyisten Biri! (1928)
- Biller Irén mulat (1929, rövidfilm)
- Csak egy kislány van a világon (1930)
- Nevető Budapest (1930)
- A kék bálvány (1931)
- Hyppolit, a lakáj (1931)
- Rákóczi induló (1933)
- Budai cukrászda (1935)
- Tokaji rapszódia (1937)
- Azurexpressz (1938)
- Pusztai királykisasszony (1939)
- Mágnás Miska (1949)

## Diszkográfia
- Kenessey Jenő: Az arany meg az asszony – 1. színész (Losonczy György, Osváth Júlia, Ilosfalvy Róbert, Kishegyi Árpád stb., Magyar Állami Operaház férfikara, Magyar Rádió Szimfonikus Zenekara, vezényel: a szerző) (1957). Hungaroton HCD 31983
- Egy régi nótát hoz Budáról át a szél. Fekete Pál felvételeiből. Hungaroton
- Egy Duna-parti dumaparti. Fekete Pál dalai. Rózsavölgyi RETCD 25
- A magyar operaszínpad csillagai. Fekete Pál. Pannon Classic PCL 8021
- Kemény Egon–Gál György Sándor–Erdődy János: Komáromi farsang. Dupla CD album 2019.
- Kemény Egon–Szécsén Mihály: Megbocsájtom minden bűnöd (1938, tangódal). Válogatás az Országos Széchényi Könyvtár Kemény Egon-gramofonfelvételeiből 1927–1947) Szerenád Média Kft., 2021.[7]